# 翰林出版
翰林出版事業股份有限公司，簡稱翰林出版，公司化前稱為翰林出版社，1959年由陳天賜創辦，總公司位於台灣台南市。

## 沿革
翰林原本以出版國小、國中、高中各類參考書及測驗卷為主。至1991年中華民國教育部開放藝能科（體育、音樂、美術）審定版教科書後，開始跨入教科書出版領域，並進一步在1996年進入國小教科書市場，1999年進入高中教科書市場。現與南一書局、康軒文教同為台灣主要教科書版本的民間出版商。

## 主要輔助教材品牌
學前教育：小翰林

國民小學：小無敵、最高水準、贏家、大滿貫、Win贏

國民中學：新無敵、大滿貫、Win贏、贏家、贏戰

高級中學：無敵、最高水準、贏家、大滿貫。

雲端學院： ehanlin個人學習商品、翰林雲端學院 TEAMS、翰林雲端學院 TestGo

## 爭議
- 2008年，翰林出版《贏家滿分圖解試題集—中國歷史》在地圖上將台灣標示為中華人民共和國下轄之「台灣特區」，引發抗議後，最後翰林率員出面道歉。[3]之後，翰林隨即通知各家書局下架回收。[4]
- 2009年4月底，翰林版國中一年級下學期歷史備課用書，把台灣獨立思想崛起列為二二八事件的「負面影響」，還用負面詞彙描述本土意識、政黨輪替，引起民進黨立委管碧玲與民進黨台北市議員徐佳青批判。最後翰林透過新聞稿坦承，外界質疑的二二八事件及政黨輪替之補充資料確有偏頗之處，對此表達歉意，並將重新印製，刪除爭議資料。[5]
- 2016年，翰林版國中社會課本被發現以「沖之鳥礁」稱呼「沖之鳥島」而引發爭議，該出版社表示未來會再補上該地主權爭議與中華民國政府的立場。[6][7]
- 2023年，有師大附中學生投訴，英文作文模擬考成績由廠商批改後，分數竟出現「作文寫的行數除以2」的驚人規律。針對問題。負責批改作文的翰林出版坦承師大附中評分由一位老師負責，總計批改915份，事發後檢查發現批改老師以作文行數给分，行數及分數相關係數高達0.99。且該師總計批改2,623份作文，不僅負責師大附中，甚至還涉及其他學校。[8]

## 外部連結
- 翰林出版 （页面存档备份，存于）
- 翰林雲端學院 （页面存档备份，存于）
- 翰林文教基金會 （页面存档备份，存于）
- 明光義塾 （页面存档备份，存于）
- 小翰林幼教網 （页面存档备份，存于）
- 翰林書城 （页面存档备份，存于）